# Jevenstedt
Jevenstedt település Németországban, Schleswig-Holstein tartományban. Lakosainak száma 3406 fő (2023. december 31.). Jevenstedt Hörsten községgel határos.

## Népesség
A település népességének változása:
| Lakosok száma | 2490 | 3392 | 3363 | 3392 | 3414 | 3406 |
|               | 1975 | 2017 | 2019 | 2021 | 2022 | 2023 |